# Alps de Lyngen
Els Alps de Lyngen (en noruec: Lyngsalpene) són una cadena de muntanyes situades al comtat de Troms, al nord-est de Noruega, a l'est de la ciutat de Tromsø. La serralada discorre pels municipis de Lyngen, Balsfjord i Storfjord. Les muntanyes segueixen la riba occidental del fiord de Lyngen en una direcció que va de nord a sud. És part dels Alps Escandinaus.
La longitud de la serralada és d'almenys 90 quilòmetres (hi ha muntanyes que arriben al sud de la frontera amb Suècia) i l'amplada és de 15-20 quilòmetres. Les muntanyes dominen la península de Lyngen, que està envoltada pel fiord de Lyngen, a l'est, i el fiord d'Ulls a l'oest. L'escalador britànic William Cecil Slingsby va ser el primer a pujar molts dels pics.
Les muntanyes són de caràcter alpí, populars entre els esquiadors extrems. El cim més alt és el mont Jiehkkevárri, de 1.833 metres d'altitud, i és de fet, la muntanya més alta del comtat de Troms. Una altra muntanya prominent és Store Lenangstind, de 1.624 metres. Hi ha diverses glaceres a les muntanyes. Els Alps de Lyngen estan prou alt com per donar ombra de pluja a les zones baixes de l'interior a l'est de les muntanyes.

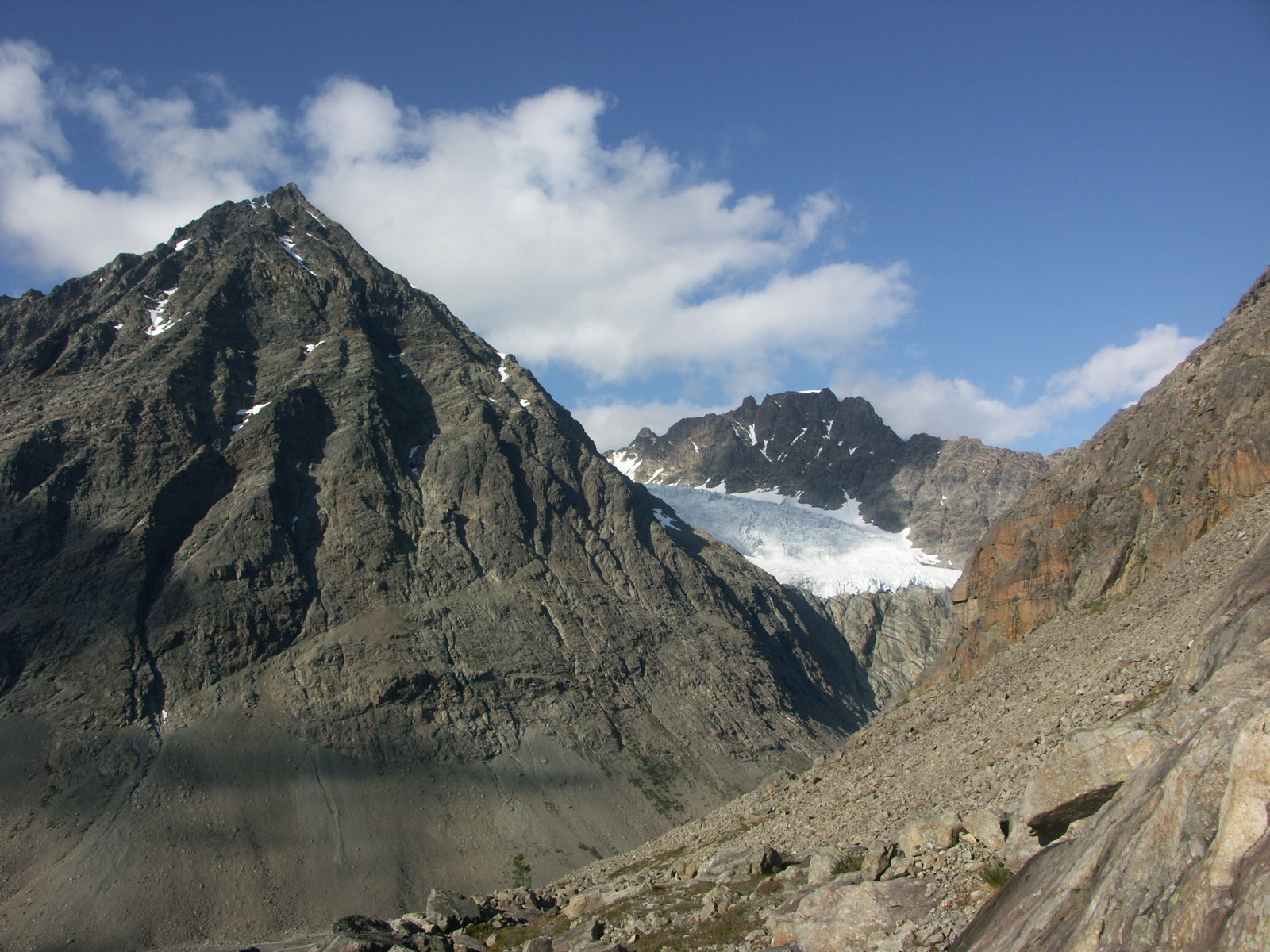
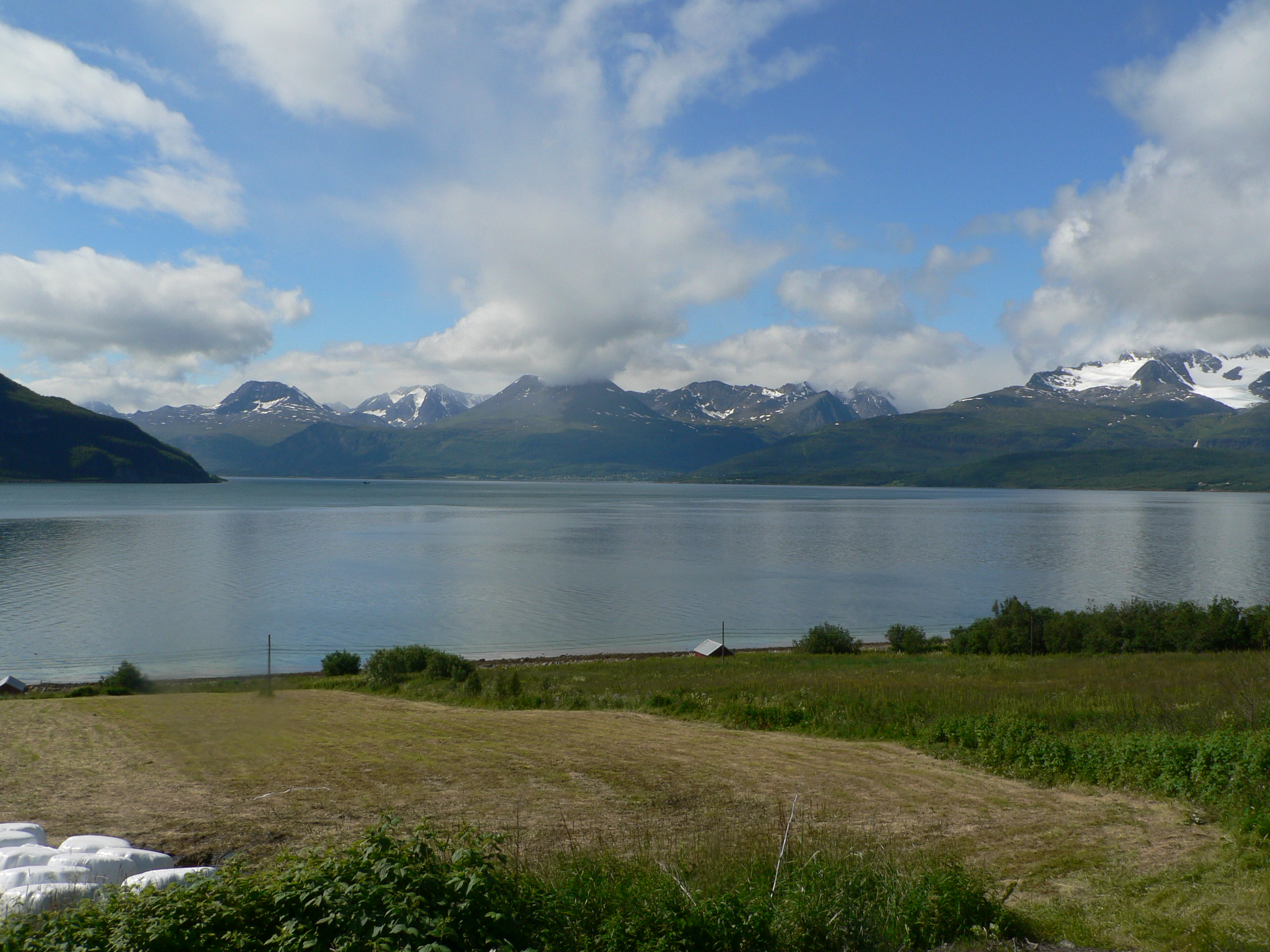
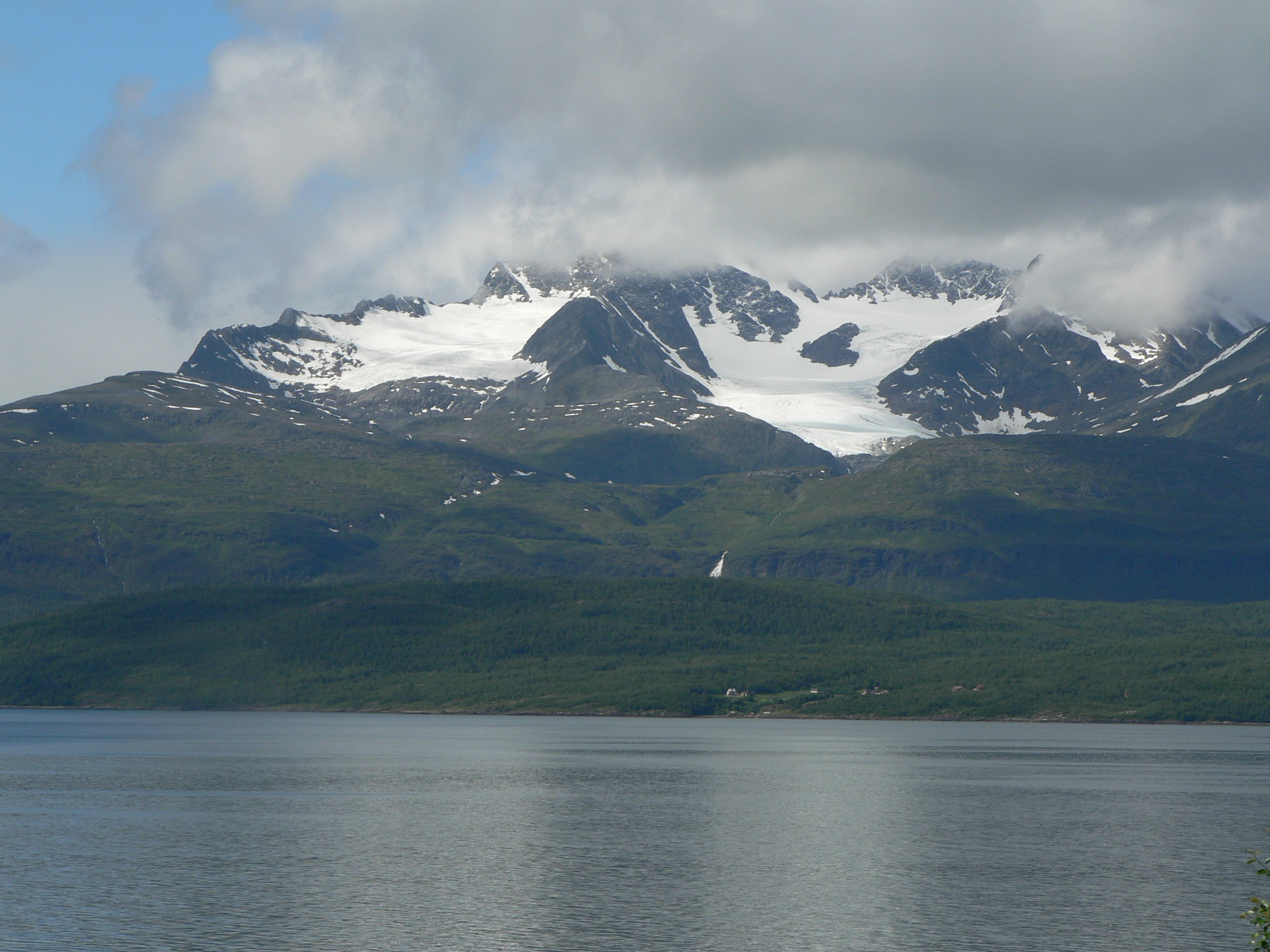
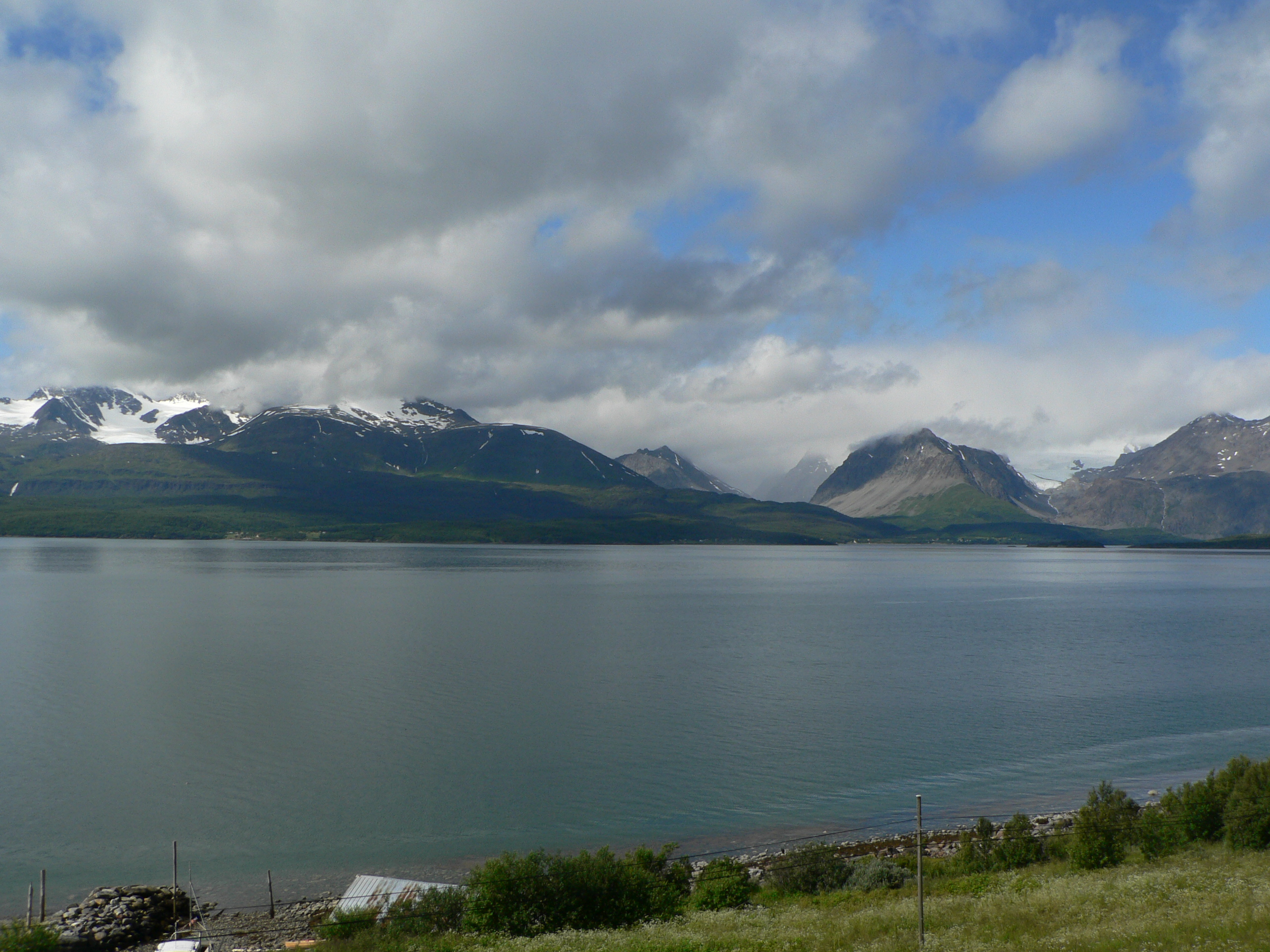
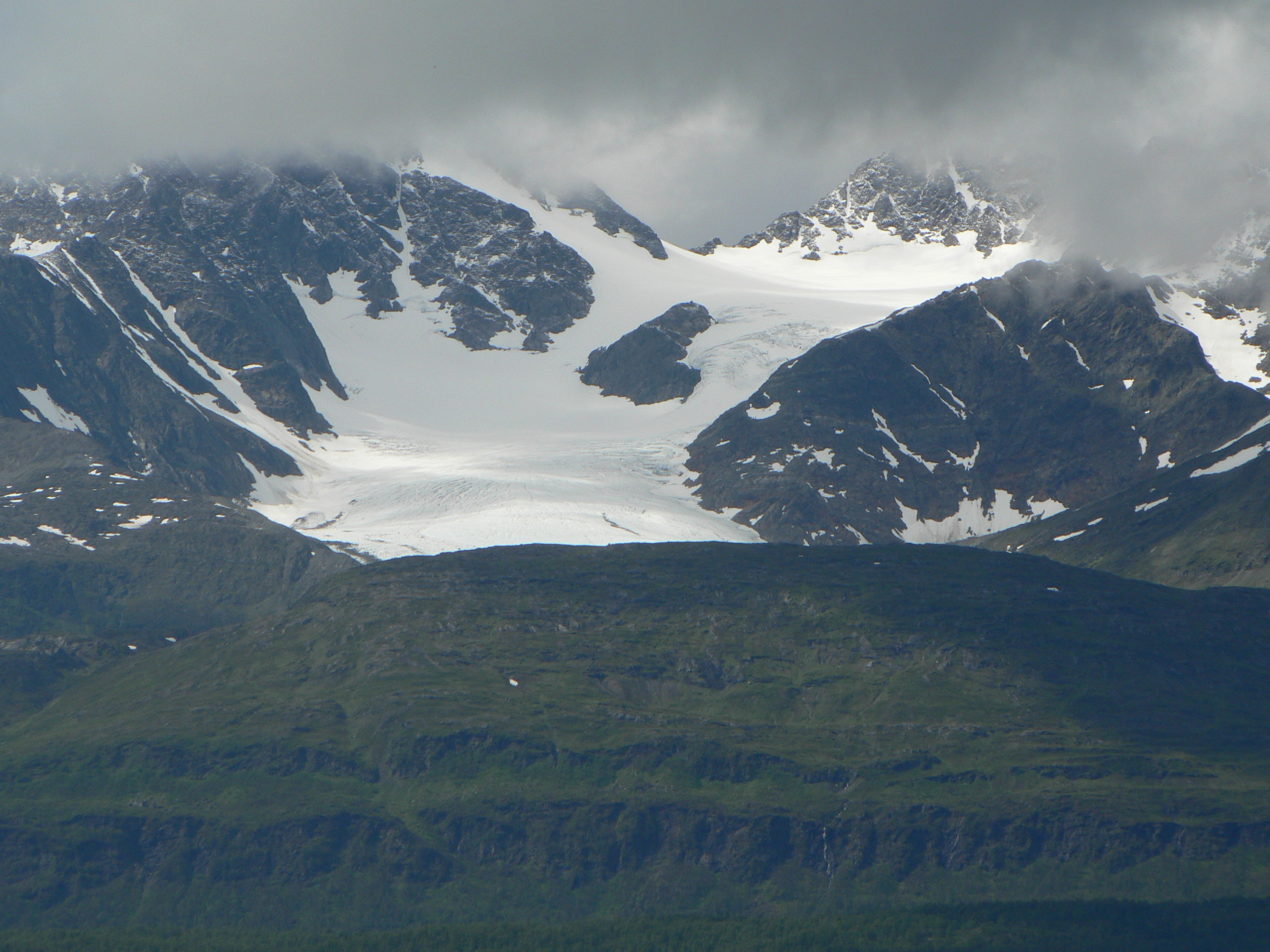